# Samuel Amo-Ameyaw
Samuel Amo-Ameyaw, né le 18 juillet 2006 à Londres, est un footballeur anglais qui évolue au poste d'ailier ou de milieu offensif au RC Strasbourg.

## Carrière

### Southampton
Amo-Ameyaw a rejoint Southampton en août 2022 en provenance de Tottenham Hotspur à l'âge de seize ans, après avoir apparemment refusé une offre de contrat de formation avec les Spurs. Les indemnités de transfert dues à Tottenham par Southampton pour Amo-Ameyaw et son coéquipier Jayden Meghoma, qui ont suivi le même parcours, seraient proches d'un million de livres sterling. Commentant sa décision, Amo-Ameyaw a déclaré avoir choisi Southampton en raison d'une meilleure opportunité d'intégrer "l'équipe A". Il faisait partie de l'équipe des moins de 18 ans de Southampton qui a atteint les demi-finales de la FA Youth Cup en avril 2023.
Amo-Ameyaw a fait ses débuts en Premier League le 28 mai 2023, en entrant en jeu en seconde période à la place de James Ward-Prowse lors d'un match à domicile de Southampton contre Liverpool, qui s'est terminé sur un score de 4-4. À 16 ans et 314 jours, Amo-Ameyaw est devenu le plus jeune joueur de l'histoire à évoluer en Premier League avec Southampton. Le 24 juillet 2023, Southampton a annoncé qu'Amo-Ameyaw avait signé son premier contrat professionnel.
Il a inscrit son premier but pour le club le 28 août 2024 lors d'une victoire à l'extérieur 5-3 contre Cardiff City en Coupe de la Ligue anglaise.

#### Strasbourg (prêt)
Le 3 février 2025, Amo-Ameyaw a été prêté au club de Ligue 1 du Racing Club de Strasbourg Alsace pour le reste de la saison 2024-2025, avec une obligation d'achat à la fin de la saison. Il effectue son premier match à la Meinau face à Toulouse en tant que millieu droit et sort à la 79e minute lors de la 26e journée du championnat. Lors de sa deuxième titularisation, face à Lyon, il rentre sur le terrain à la 70e minute puis inscrit sont premier but à la 89e minute lors d'une victoire 4-2. Pour la 29e journée, il joue au poste d'ailier gauche face à l'OGC Nice et inscrit son deuxième but de la saison dans un match nul 2-2 après un but niçois dans les dernières secondes. Face au Paris Saint-Germain, il rentre à la 79e minute lors d'une victoire 2-1 à domicile.

## Carrière internationale
Né en Angleterre, Amo-Ameyaw est d'origine ghanéenne. Il a représenté l'Angleterre au niveau des moins de 16 ans et des moins de 17 ans. Il a marqué son premier but avec l’équipe des moins de 16 ans lors d'une victoire à domicile 3-2 contre la Belgique moins de 16 ans le 4 novembre 2021.
Le 6 septembre 2023, Amo-Ameyaw a fait ses débuts avec l’équipe d’Angleterre des moins de 18 ans lors d’une défaite 2-0 contre la France à Limoges. En novembre 2023, Amo-Ameyaw a été sélectionné dans l’équipe d’Angleterre pour la Coupe du Monde U-17 de la FIFA 2023 et a marqué lors de leur premier match de phase de groupes contre la Nouvelle-Calédonie,. Le 4 septembre 2024, Amo-Ameyaw a fait ses débuts avec l'équipe U19 d'Angleterre lors d'un match nul 2-2 contre l'Italie en Croatie.

## Statistiques en carrière
| Saison                | Club                  | Championnat           | Championnat | Championnat | Championnat | Coupe(s) nationale(s) | Coupe(s) nationale(s) | Coupe(s) nationale(s) | Compétition(s) continentale(s) | Compétition(s) continentale(s) | Compétition(s) continentale(s) | Compétition(s) continentale(s) | Total | Total | Total |
| Saison                | Club                  | Division              | M.          | B.          | P.d.        | M.                    | B.                    | P.d.                  | Comp.                          | M.                             | B.                             | P.d.                           | M.    | B.    | P.d.  |
| 2022-2023             | Southampton FC        | Premier League        | 1           | 0           | 0           | -                     | -                     | -                     | -                              | -                              | -                              | -                              | 1     | 0     | 0     |
| 2023-2024             | Southampton FC        | Championship          | 3           | 0           | 0           | 4                     | 0                     | 0                     | -                              | -                              | -                              | -                              | 7     | 0     | 0     |
| 2024-2025             | Southampton FC        | Premier League        | 2           | 0           | 0           | 2                     | 1                     | 0                     | -                              | -                              | -                              | -                              | 4     | 1     | 0     |
| Sous-total            | Sous-total            | Sous-total            | 6           | 0           | 0           | 6                     | 1                     | 0                     | -                              | -                              | -                              | -                              | 12    | 1     | 0     |
| 2024-2025             | RC Strasbourg         | Ligue 1               | 9           | 2           | 0           | 1                     | 0                     | 0                     | -                              | -                              | -                              | -                              | 10    | 2     | 0     |
| Total sur la carrière | Total sur la carrière | Total sur la carrière | 15          | 2           | 0           | 7                     | 1                     | 0                     | -                              | -                              | -                              | -                              | 22    | 3     | 0     |

## Palmarès

### Distinctions individuelles
- Meilleur espoir du RC Strasbourg pour la saison 2024-2025 avec 2% des votes (voté par l'Antre du Racing).